# David Hume
David Hume (n. 26 aprilie/7 mai 1711, Edinburgh, Regatul Marii Britanii – d. 25 august 1776, Edinburgh, Regatul Marii Britanii) a fost un filozof, istoric și economist scoțian, un adept al empirismului, unul dintre reprezentanții cei mai de seamă ai Iluminismului scoțian. A fost un critic neobosit al dogmatismului metafizic și religios, devenind celebru pentru modul curajos în care a abordat, de pe poziții sceptice, o serie de subiecte filozofice cum ar fi cauzalitatea, probabilitatea, identitatea personală sau originea virtuții. Contemporan cu Immanuel Kant, a respins și a ridiculizat valoarea ideilor abstracte, a ideilor ce nu vin din realitate, din experiență.

## Viața
S-a născut la Edinburgh ca al doilea fiu al unei familii aparținând micii nobilimi scoțiene. Hume a agonisit o avere modestă din vânzarea diverselor sale publicații, la care s-au adăugat remunerațiile primite în câteva scurte perioade când a îndeplinit funcții publice bine retribuite. Ultimii ani de viață și i-a petrecut tot la Edinburgh, unde a murit ca o personalitate înconjurată de multă dragoste. A apucat să afle, înainte de a muri, veștile despre Revoluția americană, pe care o anticipase demult și pe care a întâmpinat-o cu aprobare.
La British Library, Hume e catalogat drept istoric. History of England (Istoria Angliei) deține în scrisul său cea mai mare pondere, atât ca volum cât și în privința circulației. Fiind o piatră de hotar în evoluția istoriografiei, recunoscută până la Macaulay drept opera-standard în domeniu, ea a fost un best-seller timp de aproape o sută de ani.Hume vede în History a sa, ca și în tot restul operei sale, o contribuție la științele umane: toate aceste "subiecte morale", cum li se spunea pe atunci, au constituit domeniul său predilect. Scrierile lui economice au fost și ele o piatră de hotar, fiind recunoscute ca atare de mult mai tânărul său prieten Adam Smith. Hume citea pe patul său de moarte Avuția națiunilor a lui Smith, apreciind-o numaidecât ca pe o mare reușită intelectuală.Eseurile politice ale lui Hume s-au numărat, alături de cele ale lui Montesquieu (cu care coresponda) și Locke, printre scrierile ce i-au influențat cel mai mult pe Părinții întemeietori ai constituției SUA.

## Filosofia
Furia lui Hume și Kant nu era îndreptată împotriva teologiei creștine, ci împotriva pericolului teologiei păgâne; prin refuzul teologiei naturale, ei negau legitimitatea teologiei păgâne.

## Influențe
Ideile lui Hume au avut o mare influență asupra unor gânditori posteriori lui, ca de exemplu Albert Einstein care spunea că a fost inspirat de Hume la formularea teoriei relativității.

## Opere
- A Treatise of Human Nature (Tratat asupra naturii umane) (1739)
- Eseuri morale și politice (1741)
- An Enquiry concerning Human Understanding (Cercetare asupra intelectului omenesc) (1748)
- An Enquiry concerning the Principles of Morals (Cercetare asupra principiilor moralei) (1751)
- History of England (Istoria Angliei) (1754)
- Istoria naturală a religiei (1757)
- Dialogues concerning Natural Religion (Dialoguri asupra religiei naturale) (postume, 1779)